# 삼성동 (익산시)
삼성동(三星洞)은 대한민국의 전북특별자치도 익산시에 설치된 동이다.

## 개요
삼성동은 전통적인 농업 위주의 농촌 지역과 부송동 중심의 신흥도시 개발지역이 병존하는 곳이다. 소규모 임대 APT를 비롯한 국민주택 이하의 공동 주택 밀집 지역이다. 1983년 익산군 팔봉면의 전 지역이 이리시에 편입될 때 부송리, 정족리, 임상리, 월성리 등 4개리를 각각 법정동으로 하고 그 행정 동명을 삼성동이라 하였다. "삼성동"이라는 동명은 월성동에 삼성초등학교가 있어 그에서 취한 것이지만 삼성초등학교의 이름이 처음 이루어진 것은 그곳이 풍수설에 삼성낙지(三星落地)라고 전해온 데서 취해진 이름이다.

## 역사
- 1914년 2월 익산군 팔봉면
- 1931년 4월 1일 읍제 시행으로 익산읍
- 1931년 11월 1일 이리읍으로 개칭
- 1947년 4월 1일 부제 시행으로 이리부로 승격
- 1949년 8월 15일 법률 제32호에 의거 이리시로 승격
- 1983년 2월 15일 대통령영 제 11027호에 의거 익산군 팔봉면 일원과 춘포면 석탄리 편입지역중 법정동인 삼성동, 덕기동, 은기동, 석왕동, 용제동, 석암동을 행정동인 삼성동으로 개편
- 1995년 5월 10일 익산시 삼성동으로 통합
- 1998년 10월 9일 삼성동과 법정동인 신흥동과 통합

## 행정 구역
- 부송동
- 정족동
- 임상동
- 월성동

## 주요 시설

### 교육
- 이리삼성초등학교 (임상동)
- 이리부송초등학교
- 이리부천초등학교
- 익산궁동초등학교
- 익산한벌초등학교
- 익산어양중학교
- 익산부송중학교
- 익산부천중학교
- 원광고등학교
- 원광중학교

### 아파트
| 단지명              | 건설사                | 시행사                  | 주소                  | 주소   | 입주               | 비고     |
| ------------------- | --------------------- | ----------------------- | --------------------- | ------ | ------------------ | -------- |
| 부송 부영5차        | ㈜부영                | ㈜부영                  | 하나로10길 99         | 부송동 | 2001년 6월         |          |
| 부송주공 9단지      | ㈜화성                | 대한주택공사            | 궁동로 129            | 부송동 | 2003년 2월         |          |
| 부송주공 송백마을   | ㈜신일 ㈜제일종합건설 | 대한주택공사            | 부송1로 123           | 부송동 | 2005년 10월        | 국민임대 |
| 부송 제일 7차       | 제일건설㈜            | 제일건설㈜              | 무왕로25길 12         | 부송동 | 2001년 9월         |          |
| 부송 제일오투그란데 | 제일건설㈜            | 제일건설㈜              | 선화로73길 38         | 부송동 | 2007년 7월         |          |
| 부송동 리젠시빌     | 리젠시빌산업㈜        | 리젠시빌산업㈜          | 무왕로21길 64         | 부송동 | 2004년 10월        |          |
| 부송동 동아         | 동아건설산업          | 동아건설산업            | 무왕로26길 32 (1단지) | 부송동 | 1997년 10월        |          |
| 부송동 동아         | 동아건설산업          | 동아건설산업            | 무왕로26길 33 (2단지) | 부송동 | 1997년 10월        |          |
| 포레나 익산 부송    | ㈜한화 건설부문       | 청담산업개발(유)        | 무왕로 1195           | 부송동 | 2021년 5월         |          |
| 익산 부송 데시앙    | 태영건설              | 전북개발공사            |                       | 부송동 | 2025년 12월 (예정) |          |
| 익산 부송 아이파크  | 현대산업개발          | 하나자산신탁㈜ 성원건설 |                       | 부송동 | 2026년 12월 (예정) |          |
| 기안 파인골드빌     | ㈜기안건업            | ㈜기안건업              | 무왕로 32길 83(1단지) | 팔봉동 | 2002년 9월         |          |
| 기안 파인골드빌     | ㈜기안건업            | ㈜기안건업              | 무왕로 32길 80(2단지) | 팔봉동 | 2005년 7월         |          |